# Натриев хлорид
Натриевият хлорид, познат още като готварска сол или просто сол, е химическо вещество с химическа формула NaCl.
Натриевият хлорид е сол, на която до най-голяма степен се дължи солеността на водата в моретата и океаните и на междуклетъчната течност при много многоклетъчни организми. Готварската сол, съставена главно от натриев хлорид, се използва широко като овкусител и консервант за храни, както и за други цели в промишлеността, селското стопанство, поддръжката на пътища и пречистването на води.

## Биологическо значение
Натриевият хлорид е важен за живота на Земята. Повечето биологични тъкани и телесни течности съдържат известно количество сол. Концентрацията на натриеви йони в кръвта е пряко свързана с регулацията на нивата на телесните течности. Разпространението на нервните импулси чрез сигнална трансдукция се регулира от натриеви йони.
За човека и бозайниците 0,9% разтвор на натриев хлорид във вода се нарича физиологичен разтвор, тъй като той е изоосмотичен с кръвната плазма.
Човекът се откроява сред другите примати с отделянето на големи количества сол чрез потене.